# 博洛特尼察 (日托米爾州)
博洛特尼齊亞（烏克蘭語：Болотниця），是烏克蘭北部的村莊，隸屬日托米爾州的科羅斯滕區。該村始建於1678年，面積1.3平方公里，海拔高度147米，2001年人口313。
1925-1954年及1959-2015年间，博洛特尼齐亚为同名乡村议会的行政中心。

## 地理
博洛特尼齐亚位于納羅季奇镇以北约8公里处，距欧夫鲁奇火车站20公里。村庄坐落在斯特鲁乔克河左岸，后者是熱雷夫河的支流。

## 人口
19世纪末，村庄人口为430人，有70户人家。
1906年，村中有428名居民与76户人家；1911年时，人口为550人，有88户；截至1923年，村内共有135户与723人；1926年时，人口为679人，有153户；1941年时为690人与206户。
截至1972年，人口为548人，共206户。
根据1989年蘇聯人口普查结果，截至1989年1月12日，村庄人口为343人。根据2001年烏克蘭人口普查，村内共有313名居民。

## 历史
村庄首次记载于1678年。根据其他资料，关于该村最早的文字记载可追溯至1618年，缘由是庄园主尤泽夫·布迪洛夫的佃户从莫济里县的科尔奇谢村逃往属于女庄园主玛丽娜·彼得罗维奇的博洛特尼察村。根据1754年奥夫鲁奇城堡的检地簿，村庄归属基辅地方法官特里波利斯基，向城堡缴纳地租3兹罗提4格罗申，用于警备的费用为12兹罗提16格罗申。此后，村庄归沃罗涅茨基家族所有，19世纪归卡伦斯基庄园主所有，包括米哈利娜·卡伦斯卡以及其子女：奥列克桑德尔、切斯瓦夫、玛丽亚、费利齐娅、埃德蒙-纳尔齐兹·卡伦斯基。
19世纪末，该村隶属奥夫鲁奇县纳罗德齐乡，距奧夫魯奇12俄里。隶属于扎庫西利村的东正教教区，距离其5俄里。
1906年，该地为沃伦省奥夫鲁奇县（第一区）纳罗德齐乡的小村庄。至县中心奥夫鲁奇市的距离为18俄里，至乡中心納羅季奇镇为8俄里。最近的邮电所位于奥夫鲁奇市。1909年村中开设了一所单级乡村学校。
1923年，村庄划入新成立的扎库西利村务委员会，自1923年3月7日起隶属新设立的科罗斯坚区納羅季奇區。距区中心纳罗德齐镇9俄里，距村务委员会所在地扎库西利村4俄里。1925年10月21日，博洛特尼察村成立了自己的村务委员会，隶属纳罗德齐区。战时，村中设有“红色道路”农业合作社（1924年）和机械-拖拉机合作社（1928年）。
第二次世界大战期间，173位村民参战，其中62人牺牲，34人获得勋章或奖章。1970年为纪念他们立起纪念碑。
苏联时期，村中设有集体农庄中心庄园，使用土地2712公顷，其中耕地2005公顷、森林55公顷。农庄以肉奶生产为主，也种植亚麻与马铃薯。
1954年8月11日，博洛特尼察村务委员会被撤销，村庄并入扎库西利村务委员会。1959年3月5日，划入恢复设立的博洛特尼察村务委员会，成为其行政中心，隶属日托米尔州纳罗德齐区。1962年12月30日随村务委员会划入奥夫鲁奇区，1966年12月8日又归回重建后的纳罗季奇区。
2015年8月6日，村庄划入新成立的日托米尔州纳罗季奇区纳罗季奇镇级联合社区。2020年7月19日，随该社区一同并入新成立的日托米尔州科罗斯坚区。